# На дні (фільм, 1952)
«На дні» (рос. «На дне») — радянський чорно-білий фільм-спектакль 1952 року, знятий на кіностудії «Мосфільм», драма за однойменною п'єсою Максима Горького.

## Сюжет
Фільм-спектакль, драма за однойменною п'єсою М. Горького. Похмуро і сумно протікають дні мешканців однієї з нічліжок — пристанища знедолених і принижених. Але в людях, чиє існування служить страшним обвинуваченням суспільству, що їх породило, збереглася людська гідність. Зріє протест проти влади байдужих. У похмурій атмосфері нічліжки звучить натхненний гімн Людині, її силі і красі.

## У ролях
- Йосип Раєвський — Михайло Іванович Костильов, власник нічліжки
- Фаїна Шевченко — Василиса Карпівна, дружина господаря нічліжки
- Кіра Головко — Наталка, сестра Василиси, кухарка
- Володимир Готовцев — Абрам Іванович Медведєв, дядько Василиси, поліцейський
- Сергій Яров — Васька Пєпєл, злодій
- Олексій Жильцов — Андрій Митрич Кліщ, слюсар
- Ніна Тихомирова — Ганна, дружина Кліща
- Алла Тарасова — Настя
- Анна Дмоховська — Квашня, торговка на базарі
- Сергій Блинников — Бубнов, колишній кушнір
- Володимир Єршов — Костянтин Сатін, картяр
- Павло Массальський — барон
- Олексій Грибов — Лука, старий-мандрівник
- Василь Орлов — актор
- Григорій Конський — Кривий Зоб
- Микола Хощанов — Асан, татарин
- Володимир Баталов — Альошка, швець, гуляка-гармоніст

## Знімальна група
- Режисери — Андрій Фролов, Василь Орлов, Йосип Раєвський
- Оператори — Валентин Захаров, Борис Петров